# Gate Keepers 21
Gate Keepers 21 (ゲートキーパーズ21) est une série animée japonaise de six OAV produites par Gonzo, diffusées au Japon en 2002/2003 et faisant suite à la série Gate Keepers.

## Synopsis
En 2001, 31 ans après les événements de Gate Keepers, la période de croissance économique et de prospérité au Japon est bel et bien terminée. Avec la criminalité en forte augmentation, l'apparition de problèmes d'environnement et d'écologie, et la perte des valeurs morales, de plus en plus d'être humains ont perdu tout espoir d'un futur radieux. Ceci entraîne l'apparition d'un nouveau type d'envahisseurs : de plus en plus d'hommes totalement déshumanisés rejoignent désormais leurs rangs.
Déclarée hors-la-loi et dissoute depuis plusieurs années, l'AEGIS ne peut plus contenir cette menace. Mais certains de ses anciens membres se sont regroupés, formant une organisation clandestine, l'AEGIS Network, qui lutte contre les envahisseurs en utilisant les pouvoirs surnaturels des Gate Keepers. Parmi eux, Ayane Isuzu, sous les ordres du mystérieux Reiji Kageyama.

## Personnages

### AEGIS Network
Ayane Isuzu
Ayane est une jeune fille studieuse du lycée Tategami. Introvertie et asociale, elle semble passer la plupart de son temps sur son ordinateur portable. Possédant le pouvoir du portail du vent, elle a été recrutée en secret par Reiji Kageyama pour faire partie de l'AEGIS Network. Cependant, elle rechigne à utiliser son propre pouvoir, et préfère combattre les envahisseurs grâce à des téléphones portables spéciaux pré-programmés pour simuler les effets des portails. Elle possède ainsi toute une panoplie de pouvoirs (feu, illusions…) qu'elle peut déployer stratégiquement puis déclencher grâce à son ordinateur portable.
On découvrira rapidement qu'en réalité, elle se nomme Ayane Ukiya, et n'est autre que la fille de Shun Ukiya, le héros de la série originale. Son père est décédé dans des conditions inconnues, et Ayane semble avoir une certaine rancœur en lui pour les avoir ainsi « abandonnées » sa mère et elle. Elle a d'ailleurs décidé d'oublier tout ce qui pouvait lui rappeler ce père, et a notamment changé de nom pour reprendre le nom de jeune fille de sa mère, Isuzu. On peut supposer que c'est pour la même raison qu'elle déteste avoir à utiliser son portail du vent, hérité de son père. Elle finira par accepter les erreurs passées qu'a fait son père. À noter que le nom de jeune fille de sa mère, Isuzu, est différent de celui que porte Ruriko (Ikusawa), la petite amie de Shun dans la série originale, ce qui laisse songeur quant à ce qui s'est passé entre les deux anime (en réalité il y a eu une erreur lors de la création de l'anime avec un autre, Ruriko Ikusawa est bien la mère de Ayane qui devait s'appeler Ayane Ikusawa).
Miu Mazanaru
Miu est une étudiante enjouée, maladroite et un peu naïve, de la même école qu'Ayane. Ses principales occupations sont de passer du temps avec ses amies, Chinami et Naoko, sortir avec des garçons, et s'occuper de l'équipe de football du lycée. Son pouvoir de portail, celui du saut, s'éveille un jour, alors qu'elle chercher à échapper à un de ses rendez-vous qui se fait un peu trop entreprenant. Elle est alors repérée par Ayane, qui s'empresse de la recruter pour l'AEGIS Network.
Yukino Hōjō
Yukino n'a pas beaucoup changé, elle s'exprime toujours par tanka et est encore accompagnée de son hermine. Elle apparait dès le second épisode en aidant Ayane. Malheureusement tout comme pour Reiji, son portail commence à se retourner contre elle. Miu souhaite devenir son amie.
Reiji Kageyama
Reiji possède le portail de clairvoyance qui devine l'avenir proche et son portail négatif qui détruit les objets. Il est le dirigeant de la nouvelle AEGIS et garde toutes les essences d'êtres humains que combat Ayane. Il est malade et son portail se retourne contre lui, comme pour Yukino. Dans la série originale, il était le Gate Keeper du Mal, surnommé Shadow et dirigeait dans l'ombre les offensives japonaises des envahisseurs. Il avait été vaincu par Shun lors du dernier épisode de la série, mais semble être de retour, cette fois du côté des humains, mais si l'on regarde bien il avait changé à la fin du dernier épisode de la série en empêchant Shun de se faire aspirer par la faille dimensionnelle formée par la destruction du robot de jais.
Satoka Tachikawa
Satoka est une puissante Gate Keeper qui contrôle le portail de la fragmentation. Cela lui permet de matérialiser n'importe quelle arme de son choix instantanément. Elle utilise occasionnellement les pseudo portail de la foudre via son portable. C'est une étudiante au look rebelle, hautaine et fière, qui le chic pour agresser verbalement les gens. Sa grande passion est de se mesurer aux envahisseurs afin de surpasser Ayane, considérée comme l'invincible Gate Keeper. Elle a été recrutée en 1999 par AEGIS Network et a débarqué dans le lycée d'Ayane à la suite d'un appel de Reiji, en 2001.
Saimi Ukiya
C'est la petite sœur de Shun, et donc la tante d'Ayane. C'est d'ailleurs l'une des seules personnes à laquelle cette dernière accorde des sourires. Saimi n'est pas une Gate Keeper, mais elle connaît parfaitement la vie de son frère. Ainsi, elle est à même de consoler Ayane et de la comprendre comme le ferait sa mère. Saimi a maintenant la trentaine et elle élève un petit garçon. C'est une mère attentionnée qui préfère réglé les problèmes par la discussion plutôt que par la violence (physique ou verbale), comportement aux antipodes de celui d'Ayane. Elle regrette de ne pas avoir pu revoir Yukino depuis qu'elle est devenue adulte.

### Envahisseurs
Le Meca Général
C'est un envahisseur que Shun avait vaincu 30 ans auparavant. Il sera à nouveau battu par Ayane et Miu.
Le Comte
Le comte est un envahisseur puissant, capable de créer de puissantes illusions. Shun l'avait vaincu il y a 30 ans de cela.
La Fille spectre
La fille spectre possède le portail de la destruction, son portail négatif a l'effet inverse. C'est un fantôme solitaire qui recherche quelqu'un qui lui ressemble et qui soit un gate keepers. Elle a d'abord essayé d'être amie avec Yukino mais fut rejetée. Elle proposera la même chose à Ayane. Celle-ci lui dira qu'une fille qui se déteste ne peut pas devenir l'amie de quelqu'un qui lui ressemble. Le point faible de la fille spectre est la sphère contenant son crâne, preuve de son existence sur terre.

## Liste des épisodes
1. Rencontre
2. Course effrénée
3. Derniers jours d'été
4. Ayane
5. Miu
6. Bruissement d'ailes